# Honorio Pueyrredón
Honorio Cirilo Pueyrredón (San Pedro, 9 de julio de 1876 - Buenos Aires, 23 de septiembre de 1945) fue un jurisconsulto, profesor universitario, político y diplomático argentino.

## Biografía
Honorio Cirilo Pueyrredón nació en San Pedro el 9 de julio de 1872, hijo de Adolfo Pueyrredón, militante unitario y de la brasileña Idalina Carneiro da Silva, fue a su vez nieto del coronel José Cipriano Andrés de Pueyrredón (diputado del Congreso de Tucumán que declaró la independencia y hermano del Director Supremo de las Provincias Unidas don Juan Martín de Pueyrredón) y primo de José Hernández, autor del Martín Fierro.
Curso sus estudios secundarios en el Colegio Nacional de Buenos Aires. Mientras cursaba quinto año en esa institución participó en las jornadas de la Revolución del Parque, en compañía de su hermano Julio, que presidía el Club de Belgrano de la Unión Cívica. Pueyrredón luego ingreso a la facultad, primero teniendo un breve paso por la carrera de ingeniería para luego comenzar a estudiar derecho en la Facultad de Derecho de la Universidad de Buenos Aires. En la universidad, formó una estrecha amistad con Hipólito Yrigoyen, con quien participaría en la Revolución de 1893 en la provincia de Buenos Aires y luego se incorporaría a las filas revolucionarias que dirigía Marcelo T. de Alvear en Temperley.
En 1896 egresó con diploma de honor de la Universidad de Buenos Aires, su doctorado en Derecho tuvo como tesis “Observaciones al Proyecto de Código de Procedimientos Civiles presentado al H. Congreso Nacional”. Entre sus compañeros se encontraban Amancio L. Alcorta, Rómulo S. Naón, Eduardo U. Zimmermann, Juan M. de la Serna, Francisco I. Oribe y Alfredo Gaviña. En septiembre de 1903 ganó el concurso para ser profesor de derecho de la Universidad de Buenos Aires. A sólo tres años de su debut como docente, gracias al aprecio de sus discípulos y su innovador método de enseñanza, fue designado Profesor Titular de Derecho Forense y Procedimientos Judiciales en 1906.
Ello no le impidió sin embargo continuar con su actividad cívica. Si bien no participó del movimiento revolucionario radical del 4 de febrero de 1905, adhirió a la reorganizada Unión Cívica dirigida por Guillermo Udaondo. De tal modo su nombre figuró entre los candidatos a diputados nacionales en las elecciones de 1910, sin lograr el triunfo, junto a otras figuras conocidas como Luis María Drago, Santiago O'Farrell y Carlos F. Melo. Ese mismo año del Centenario fue designado Delegado a la Conferencia de Venecia sobre Derecho Marítimo, y con igual cargo a la Exposición Internacional de Turín. A su vez, publicó una serie de notas en La Nación proponiendo el voto secreto y obligatorio. Para los comicios de 1912, la Unión Cívica lo proclamó nuevamente candidato a diputado nacional, en una lista que integraban también José Luis Murature, Luis María Drago y Antonio F. Piñero. El nombre de Pueyrredón obtuvo 13.208 votos, aunque sin alcanzar a consagrarse ante el triunfo contundente del radicalismo. 
Todavía participando de las filas cívicas, Pueyrredón pidió que su partido apoyara la candidatura de Hipólito Yrigoyen a la presidencia, diciendo: "Pienso con un grupo de correligionarios que los cívicos debemos nuestro apoyo desinteresado al Partido Radical que por distintos caminos persiguió siempre nuestros mismos ideales, combatiendo como nosotros los oficialismos malsanos. Su fórmula nos debe garantizar que realizara en el gobierno lo que ha sido el credo inflexible de treinta años, pues para claudicar no le ha faltado tiempo ni ocasiones". Debido a la actitud de Udaondo de rechazar la presidencia de la Nación en el Colegio Electoral y, por lo tanto, facilitar a Yrigoyen el acceso a la presidencia de la Nación, Yrigoyen llama para integrar su gabinete a Pueyrredón, quien era uno de los principales dirigentes del partido y fue el único ministro que nunca había militado en las filas radicales. Pueyrredón fue nombrado ministro de Agricultura por el presidente Hipólito Yrigoyen y posteriormente ministro de Relaciones Exteriores entre 1917 y 1922. Durante esos años, y debido a la disolución de la Unión Cívica, Pueyrredón se une a las filas de la Unión Cívica Radical, junto a un grupo de ex dirigentes cívicos. En este último período fue jefe de la delegación argentina en la primera reunión de la Sociedad de Naciones en Ginebra y se desempeñó como vicepresidente de su primera asamblea hacia 1920.[cita requerida] En 1922 fue designado embajador ante los Estados Unidos, ocupó también el cargo de embajador en Cuba y fue presidente de la delegación argentina a la VI Conferencia Panamericana, celebrada en La Habana en 1928.
En 1931 fue elegido gobernador de la provincia de Buenos Aires, pero las elecciones fueron impugnadas y finalmente anuladas por el dictador José Félix Uriburu, que había derrocado al gobierno constitucional de Yrigoyen. 
Se desató una ola represiva contra los radicales, y Pueyrredon fue conminado a salir del país. Después de un año regresa y se incorpora nuevamente a las filas de la U.C.R. Es elegido entonces presidente de la Convención Nacional partidaria. 
Continuó desplegando gran actividad en política y se lo consideró un fiel representante de las tendencias yrigoyenistas. Debido a su pensamiento de nuevo fue confinado: estuvo en la Isla Martín García, en San Julián y en el Penal de Ushuaia.
En 1935, el radicalismo salió de la abstención electoral en la que se encontraba y comenzó a participar nuevamente en elecciones. En esos años, Pueyrredón se convirtió en uno de los principales dirigentes del partido, junto a Marcelo T. de Alvear, José Tamborini, Enrique Mosca, Adolfo Güemes, y José Luis Cantilo. En 1940, Pueyrredón integró las filas de Acción Argentina, organización creada con el fin de promover el ingreso de la Argentina en la Segunda Guerra Mundial, en el bando de los aliados. En 1943, luego del fallecimiento del general Agustín P. Justo, Pueyrredón fue considerado como candidato a presidente de la Nación por la Unión Democrática, frente electoral integrado por el radicalismo, el socialismo, la democracia progresista, y el comunismo, para enfrentar al candidato propuesto por del gobierno, Robustiano Patrón Costas. Su candidatura era apoyada por las dos ramas internas en las que se dividía el partido en ese momento, los unionistas destacaban su apoyo a las fuerzas aliadas de la Segunda Guerra Mundial y los intransigentes por haberse mantenido yrigoyenista, y se mencionaba a Nicolás Repetto y Luciano Molinas como sus candidatos a vicepresidente. Pero el golpe de Estado de 1943 frustró su candidatura presidencial.
El 23 de septiembre de 1945, Honorio Pueyrredón fallece. Las últimas palabras que pronunció fueron: "El mundo se incendia!…Mañana realidad!…Por favor, no me dejen ir!…".
Su esposa fue Julieta Meyans Argerich, con quien tuvo ocho hijos. Su nieto es el cantante César Banana Pueyrredón, sus bisnietas la cantante Fabiana Cantilo y la dirigente política Patricia Bullrich y su tataranieto el actor Segundo Cernadas.

## Homenaje de Balbín
Palabras del Dr. Ricardo Balbín, en el cementerio de la Recoleta, en el aniversario de la muerte de Honorio Pueyrredon.

"Vengo a traer la palabra de amistad de la Provincia de Buenos Aires. Venimos a este lugar a encontrarnos con nuestros muertos; con nuestros magníficos muertos, no porque ellos lo necesiten, no porque ellos precisen de nuestros homenajes... venimos aquí porque nosotros los necesitamos. Somos nosotros los que sentimos la imperiosa necesidad de acercarnos a ellos para que nos muestren el derrotero a seguir.

Había hecho Pueyrredon de la amistad el culto de su vida. Se retiró de los puestos, cuando más lo necesitábamos en homenaje a su concepto sobre la amistad y hubo quienes supieron aprovechar de esa virtud del doctor Pueyrredon para ocupar puestos que no merecían y que a mal camino conducía. Ese fue el llamado "error de Pueyrredon", el error de ser leal en un clima de desleales.
 
Pueyrredon no necesita este acto, porque está en el corazón de todos los argentinos, pero existe necesidad de asistir a este acto para hablar íntimamente.
 
Voy a leer sus propias palabras, año 1934. Decía Pueyrredon:.'La Unión Cívica Radical es una fuerza espiritual; un estado de conciencia; radica en el alma del pueblo; el Radicalismo es hoy como lo fuera otrora una esperanza de redención social. Si llegáramos a defraudarle, si por falta de comprensión de sus hombres dirigentes no marcáramos en la acción futura de gobierno, rumbos y procedimientos nuevos que lleven la gran premisa de asegurar la mayor felicidad al mayor número; si no hemos de empeñarnos y crear un estado medio entre la riqueza y la miseria, de modo que el pobre tenga asegurado un mínimo de bienestar, con pan, escuela y trabajo, y el que lo ha conquistado viva libre del miedo de perderlo; si no hemos de hacer lo bastante, para no contemplar el espectáculo de ver levantarse a diario nuevas ciudades, en las que mientras el obrero con sus manos construye palacios, no asegura para su cabeza un solo techo, si no hemos de reivindicar el ideal de civilización moderna, de que el obrero sea el elemento esencial y el asociado de la industria; de que el hombre está primero que la máquina y primero que el producto, y que para una Nación fuerte hacer dinero es menos importante que formar hombres; si no hemos de hacer eso, días nebulosos podrán venir para la paz social de la República".
 
Esto lo dijo Pueyrredon en 1934 y sus palabras quedaron en un rincón, y digamos la verdad, nos apartamos de esa línea de conducta que nos trazó y hoy estamos pagando las consecuencias. 
Los hombres jóvenes del partido saben que los muertos ya no dan nada, pero también saben que los muertos han dejado consignas y que esas consignas deben hacerse realidad en el país para ventura de la República."
Ricardo Balbín, 23 de septiembre de 1946.